# Guttapertjevyj maltjik
Guttapertjevyj maltjik (russisk: Гуттаперчевый мальчик) er en sovjetisk spillefilm fra 1957 af Vladimir Gerasimov.

## Medvirkende
- Aleksej Gribov som Edwards
- Mikhail Nazvanov som Karl Bekker
- Aleksandr Popov som Petja Subbotin
- Inna Fjodorova som Varvara Akimovna
- Olga Vikladt som Mariaj Pavlovna